# Slieve Gullion
Slieve Gullion är ett berg i Storbritannien.   Det ligger i riksdelen Nordirland, i den västra delen av landet, 500 km nordväst om huvudstaden London. Toppen på Slieve Gullion är 573 meter över havet.
Terrängen runt Slieve Gullion är platt västerut, men österut är den kuperad. Runt Slieve Gullion är det ganska tätbefolkat, med 60 invånare per kvadratkilometer. Närmaste större samhälle är Newry, 8,0 km nordost om Slieve Gullion. Trakten runt Slieve Gullion består i huvudsak av gräsmarker.